# Achter het Nieuws (Nederland)
Achter het Nieuws was van 1960 tot en met 1992 de actualiteitenrubriek van de VARA-televisie. Opvallend was de herkenningsmelodie waarbij op een elektrische typemachine op een papier de letters Achter het nieuws werden getypt.
De eindredactie was achtereenvolgens in handen van Arie Kleijwegt (1960-1963), Herman Wigbold (1963-1970), Hans Jacobs (1970-1981), Joop van Zijl (1981-1983), Piet van den Ende (1983-1986) en Paul Witteman (1986-1992).
Van 7 oktober 1977 tot en met 25 september 1979 was het programma onderdeel van het programma VARA-Visie, maar het keerde vanaf 6 oktober 1979 weer onder zijn eigen titel terug.
Het programma werd in de loop der jaren onder meer gepresenteerd door W.L. Brugsma, Joop Daalmeijer, Ati Dijckmeester, Paul Witteman en Joop van Zijl. Enkele verslaggevers waren Herman Wigbold, Joop van Os, Koos Postema, Frits Bom, Hans Emans en Jan van Loenen.
Op maandag 28 september 1992 ging Achter het Nieuws samen met NOS-Laat op in het programma NOVA.

## Oktober 1972: tv-reportage debat Wiegel-Den Uyl
Een bekende uitzending van het programma die "historisch" zou worden was die van een debat in oktober 1972 in Congrescentrum Het Tehuis in Groningen tussen de politici Joop den Uyl en Hans Wiegel, die destijds als elkaars tegenpolen golden. Wiegel onthulde daarin smalend-triomfantelijk "Sinterklaas bestáát! Daar zit-ie, achter de tafel!", wijzend op Den Uyl en zinspelend op de hevig bekritiseerde PvdA-standpunten over de besteding van de belastinggelden. Deze uitzending was echter ook zelf onderwerp van kritiek, doordat toen, op een moment dat tv-uitzendingen van dergelijke debatten nog iets vrij nieuws waren, het in de montage achteraf van de uitgezonden beelden leek alsof aanhangers in het publiek van de ene politicus applaudisseerden voor de andere en dat dit een bewuste manipulatie van het beeldmateriaal kon zijn.

## Afbeeldingen

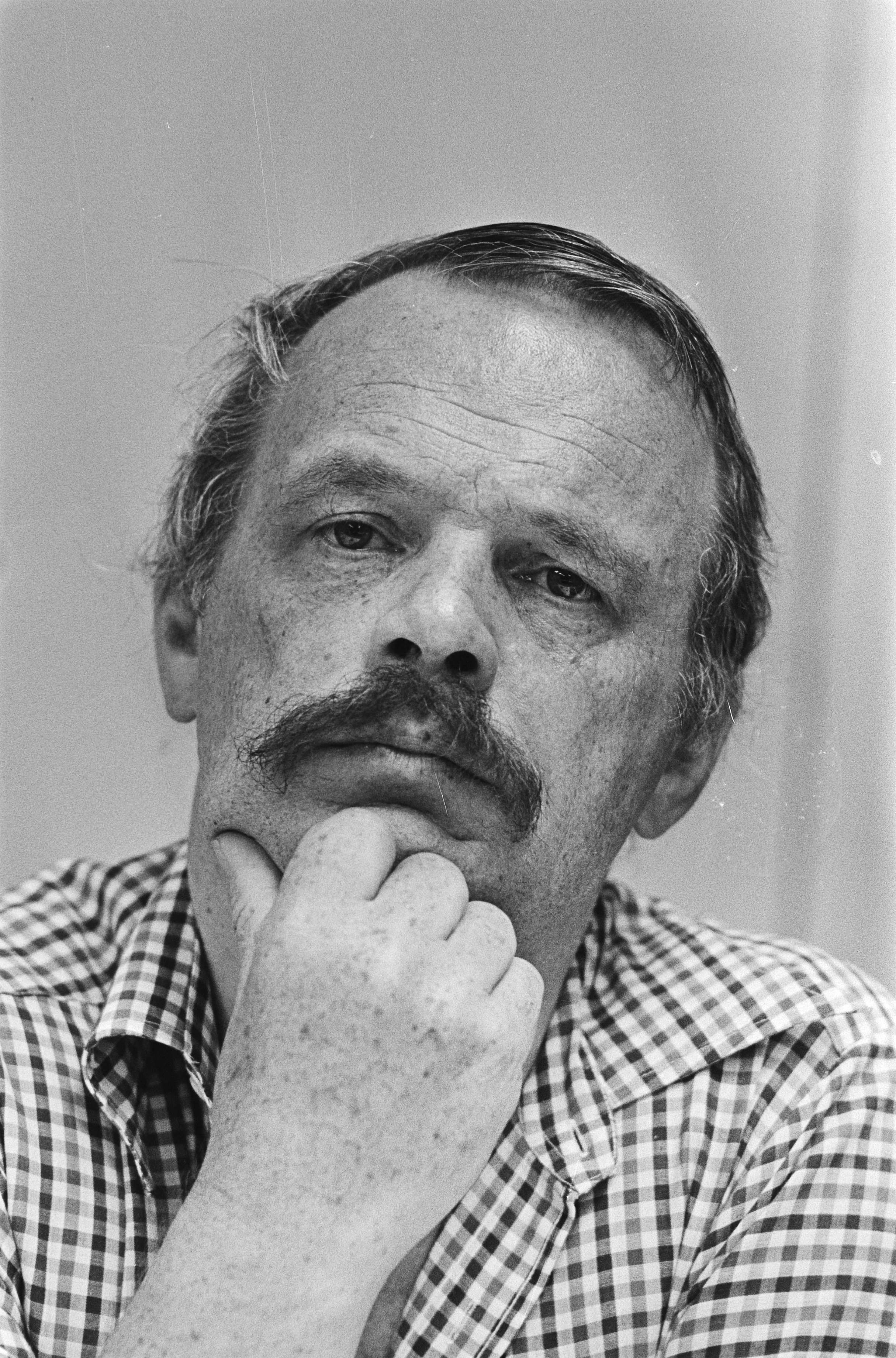
Toenmalig VARA-radiodirecteur Piet van den Ende bij de persconferentie in 1983 van de VARA over de beleidsplannen betreffende de toekomst en de aangekondigde ontslagen.
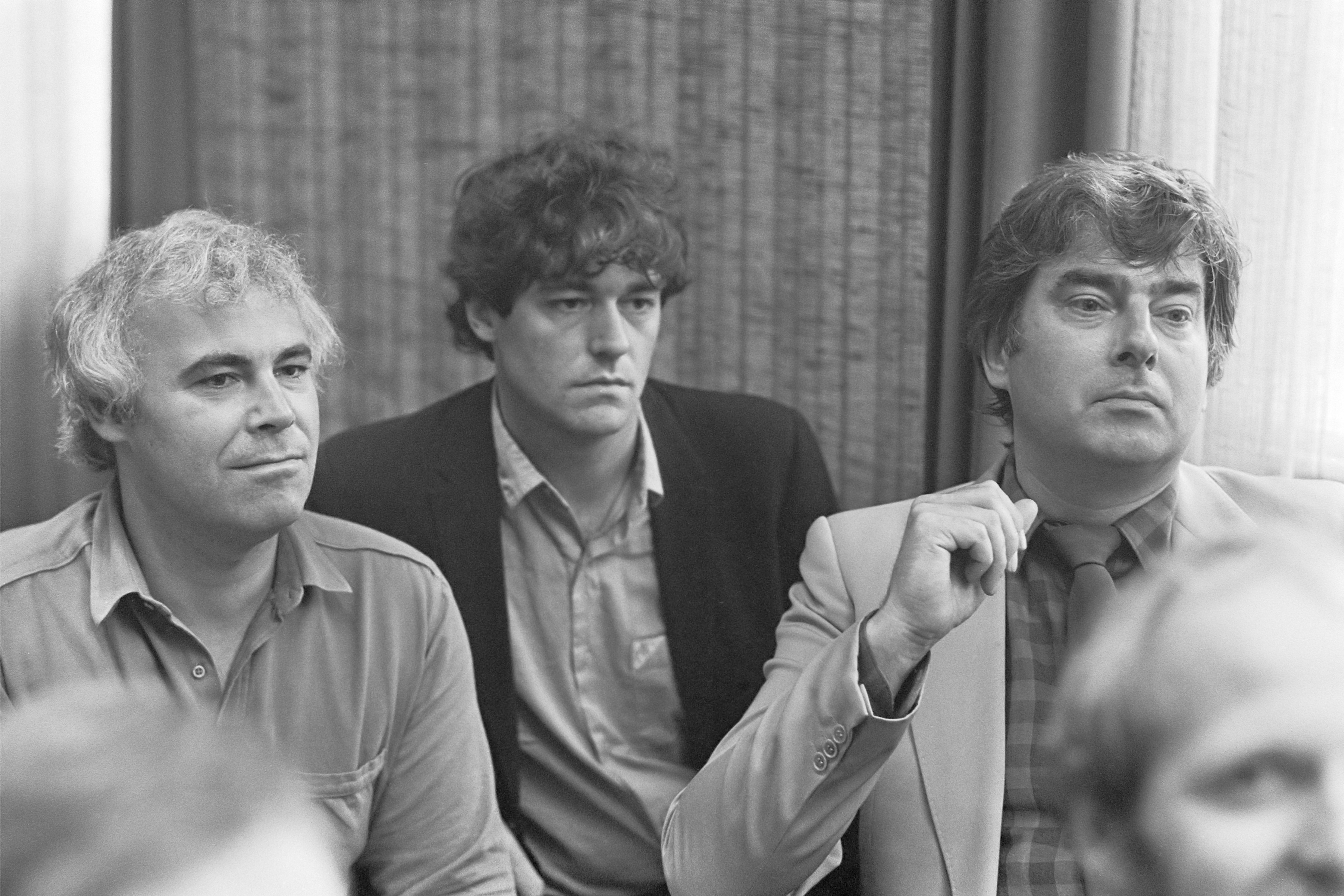
Henk van Hoorn, Jan van Loenen en Joop van Zijl tijdens een kort geding in 1983 tegen het VARA-bestuur, dat had besloten de uitzendingen van Achter het Nieuws op te schorten omdat de redactie zich verzette tegen de benoeming van Jan Nagel als tijdelijke nieuwe eindredacteur.